# Star Search
Star Search var et amerikansk TV-program, der blev vist af flere omgange i perioden 1983 til 1995. Programmets vært var igennem alle sæsonerne Ed McMahon, der også optrådte i en "genforenings-udgave" af programmet i 2003-2004. Programmet blev oprindeligt filmet ved det gamle Earl Carroll Theatre på Sunset Boulevard i Hollywood, men senere flyttede optagelserne til Disney-MGM Studios i Orlando, Florida.
Programmet var med til at etablere talentshowet som programformat i TV, og det har siden dannet baggrund for flere programmer i samme genre, som for eksempel American Idol. Det danske TV-show Scenen er din på TV 2 er en direkte udløber af "Star Search", og indeholder mange af de samme elementer.